# 海獭岩
海獺岩（俄语：Камни Бобровые；Kamni Bobrovyye），是位於俄羅斯遠東地區白令海科曼多尔群岛的岩礁。
它由楚科奇自治區負責管轄。
54°52′33″N 167°26′08″E / 54.87583°N 167.43556°E